# Sammlung Beier

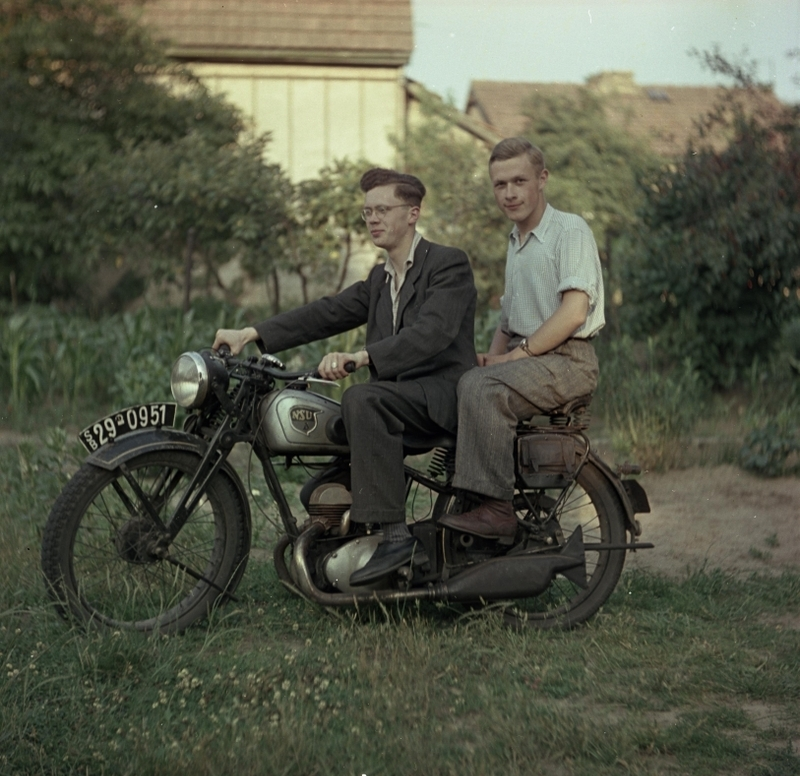
Manfred Beier (rechts) und sein Bruder Günther 1950

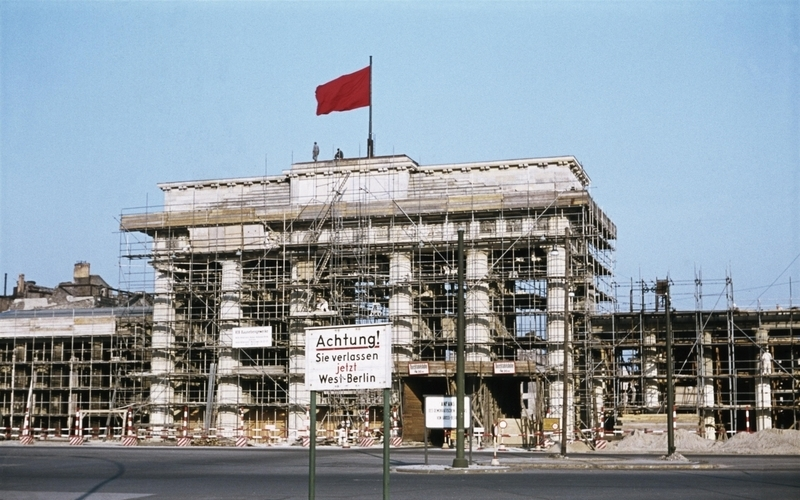
Eingerüstetes Brandenburger Tor mit roter Fahne 1957

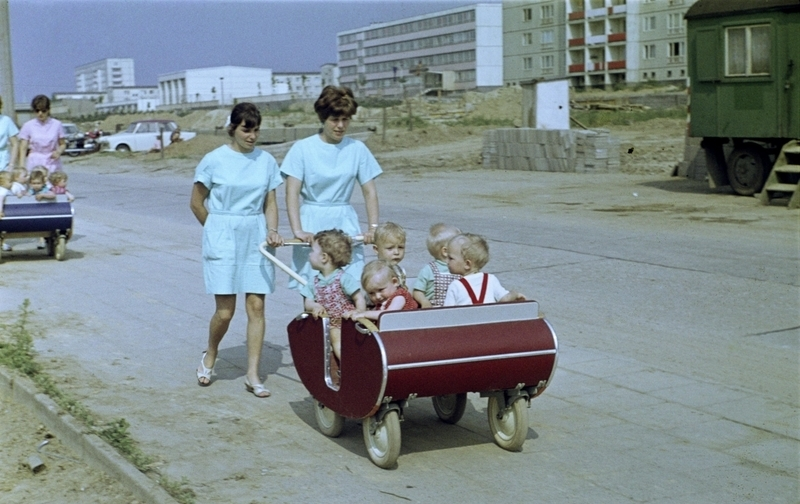
Krippenwagen 1970 auf dem Rosenfelder Ring in Berlin

Die Sammlung Beier ist der umfangreiche fotografische und dokumentarische Nachlass des Ostberliner Lehrers und Fotografen Manfred Beier. Die Sammlung deckt die gesamte Epoche der DDR und einige Jahre darüber hinaus in Fotografien und Schmalfilmen ab.

## Entstehungsgeschichte
Manfred Beier wurde am 24. April 1927 in der Großen Frankfurter Straße 86 in Berlin-Friedrichshain geboren und erlebte die letzten Kriegsjahre als Luftwaffenhelfer. 1946 absolvierte er einen vom Magistrat der Stadt Berlin veranstalteten 8-Monats-Kursus für Neulehrer und wurde am 1. Dezember 1946 als Schulhelfer-N. an der 12. Volksschule Berlin-Lichtenberg eingestellt. Nach Ablegen der 1. und 2. Lehrerprüfung wurde er am 1. Juli 1948 zum Hilfslehrer und am 1. Dezember 1950 zum Lehrer ernannt. Er unterrichtete Erdkunde und Deutsch, später auch Englisch und Astronomie. Etwa zu diesem Zeitpunkt begann er mit seiner über 50 Jahre andauernden fotografischen Arbeit.
1980 schied Beier aus dem Schuldienst aus und war bis 1990 bei der Deutschen Außenhandelsbank tätig. Er starb am 23. November 2002.
Von 1949 bis 2000 entstanden ausschließlich aus privaten Mitteln etwa 60.000 Schwarzweiß- und Farbaufnahmen auf Klein- und Mittelformatnegativen sowie Diapositiven, 400 Schmalfilme und 37 Filmbücher, die Beier auf über 4.000 Seiten eines außergewöhnlich umfassenden „fotografischen Tagebuchs“ Bild für Bild exakt dokumentierte. Neben vielen privaten Aufnahmen enthält der Nachlass zeithistorisch interessante Bilder aus dem Alltagsleben der DDR, die sich von der Ästhetik offizieller DDR-Fotografen (z. B. des Allgemeinen Deutschen Nachrichtendienstes – Zentralbild) abheben.

## Aufbereitung der Sammlung
Nach Beiers Tod im Jahr 2002 begannen seine Söhne mit der Aufarbeitung des Nachlasses und organisierten erste Ausstellungen. Mit der Ausstellung EinBlick Deutschland und einer Pressekonferenz wurde die Übergabe der Sammlung an das Bundesarchiv im April 2009 offiziell vorgestellt anlässlich des 82. Geburtstages von Manfred Beier an das Bundesarchiv übergeben, das die Sammlung archivarisch aufbereiten und eine Auswahl digitalisiert und für Wikimedia Commons unter einer freien Lizenz bereitstellen wird.

## Veröffentlichungen
- Alltag in der DDR: So haben wir gelebt. Fackelträger-Verlag, Köln 2010, ISBN 978-3-77164-467-3